# Donizo

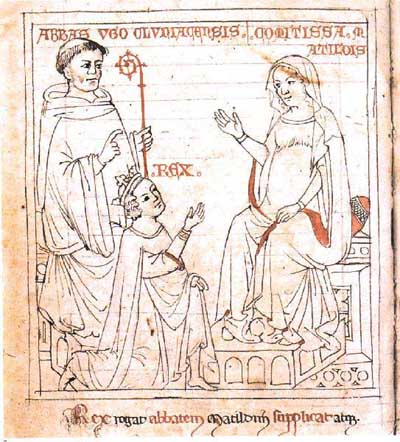
Imagen del manuscrito Acta Comitissae Mathildis

Donizo fue un monje italiano del siglo XII.

## Biografía
Donizo (o Domizo) fue un monje del monasterio de Canosa en el territorio de Reggio Emilia, que escribió la vida de Matilde, condesa de Toscana, en versos latinos hexametros, y casi todos leoninos.
Esta obra se imprimió por primera vez bajo la dirección de Sebastián Tegnagel en su Monumentorum veterum Sylloge, Ingolstad, 1612, en 4º, y Leibnitz publicó una nueva edición revista sobre un manuscrito de Roma en sus Scriptores rerum Brunswicenses, tomo I (Hanoverae: Sumptibus Nicolai Foersteri, 1707-1711, 3 vols.).
La obra citada también fue puesta en prosa por un anónimo y esta especie de traducción se encuentra en la colección de Ludovico Antonio Muratori, con adiciones y correcciones en sus Italici scriptores praecipui.
El estilo de Donizo se resiente del tiempo en que escribía, pero es bastante exacto y juicioso, no contando nada de lo que no hubiera sido testigo, y César Baronio se apoya con frecuencia en su testimonio.
Había compuesto otras obras, entre ellas una a favor de las pretensiones de los papas contra la corte de Alemania y según cree Muratori las inutilizó antes de su muerte.

## Obra
- L "Enarratio genesis" di Donizone de Canossa, Universidad de Bolonia, 1977 (Giampalo Ropa)
- Vie de Mathilde de Canossa (1046-1115), Biblioteca apostólica vaticana, 1984 ( copia del manuscrito)
- Vita di Matilde de Canossa, Milano: Jaca book, 2008.
- Junto a Domenico Mellini: Trattato di Domenico di Guido Mellini dell'origine, fatti, costumi e iodi di Matelda, la gran contessa d'Italia, Volcmar Timan Todesco, 1609.
- Otras